# 禅源諸詮集都序
禅源諸詮集都序（ぜんげんしょせんしゅう とじょ）とは、中国唐代の僧である圭峰宗密が禅宗の諸家の文句や偈頌を編集した『禅源諸詮集』（佚書）の序文「都序」であり、この部分のみが伝存する。「教禅一致」を説く、仏教史上重要な文献である。
4巻。巻頭に裴休の敍を付す。『禅源諸詮集』は『禅那理行諸詮集』ともいい、全巻で100巻以上であったとされるが、伝存しない。著者の宗密は、荷沢宗の相承を受ける一方で、華厳宗の第5祖でもあるという、教禅一致を体現した僧であった。
『大正新脩大蔵経』第48巻「諸宗部」5に収められている。